# Damiq-ilishu
Damiq-ilishu o Damiq-ilīšu va ser el quinzè i darrer rei de la dinastia d'Isin a Sumer cap al segle xviii aC.
Va ser el successor de Sin-magir. La Llista de reis sumeris li dona un regnat de 23 anys.
Es va haver de defensar dels atacs de Rim-Sin II de Larsa, que finalment va conquerir Isin eliminant l'antic estat de Babilònia central. Anteriorment Rim-Sin havia conquerit el regne d'Uruk a la part sud de Babilònia, on havia vençut una coalició formada per Uruk, Isin, Babilònia, Rapiqum i els nòmades suteus. Isin va intentar, amb els reis Sin-magir i Damiq-ilishu, lliurar-se del setge dels estats conquerits per Rim-Sin, però no ho va aconseguir.